# Jacques Ferrière
Jacques Ferrière, pseudonimo di Jean-Claude Fradin (Parigi, 6 dicembre 1932 – Saint-Thibault-des-Vignes, 9 aprile 2005), è stato un attore e doppiatore francese.

## Biografia
Jacques Ferrière ha girato al fianco di Louis de Funès e Bourvil in Colpo grosso ma non troppo (1964) o anche in Tête à claques (1982) di Francis Perrin, ma è famoso soprattutto per aver prestato la sua voce a molti cartoni animati.
Tra il 1963 e il 1975 ha realizzato diversi spettacoli in locali come Bobino e L'Alhambra, in duetto con Michel Muller.
Nel 1964, in televisione, interpreta il rivoluzionario Danton per la serie storica The Camera Explores Time, episodio Terror and Virtue, Part 1, Danton . Negli anni '60 e '70, lui e Michel Muller formarono il duo comico "Muller e Ferrière". È anche l'autore dei testi di La tendresse, una canzone eseguita da Daniel Guichard.
È morto il 9 aprile 2005 all'età di 72 anni di Alzheimer.

## Teatro
- Irma la douce di Alexandre Breffort e Marguerite Monnot, regia di René Dupuy, Théâtre Gramont (1956)
- Pericle, principe di Tiro di William Shakespeare, regia di René Dupuy, teatro Ambigu (1957)
- Les Matadors di Marcel Marceau, teatro Ambigu (1958)
- Uno sguardo dal ponte di Arthur Miller, diretto da Peter Brook, Antoine Theatre (1958)
- La Double Vie di Théophraste Longuet di Jean Rougeul da Gaston Leroux, regia di René Dupuy, Théâtre Gramont (1959)
- Madame Sans-Gêne di Victorien Sardou, regia di Alfred Pasquali, teatro Ambigu (1960)
- La Tragédie optimiste di Vsevolod Vishnevski, regia di Gabriel Garran, festival di teatro di Aubervilliers (1961)
- Liliom di Ferenc Molnár, regia di Jean-Pierre Grenier, teatro Ambigu (1961)
- La Reine galante di André Castelot, regia di Jean-Pierre Grenier, theater des Ambassadeurs (1962)
- Le Fils d'Achille di Claude Chauvière, regia di Michel de Ré, Théâtre des Nouvelles, Théâtre de l'Ambigu (1962)
- The Star Goes Red di Sean O'Casey, regia di Gabriel Garran, Théâtre de la Commune, Théâtre Récamier (1962)
- Don Giovanni de Molière, diretto da Pierre Dux, Théâtre de l'Œuvre (1963)
- La tempesta di William Shakespeare, regia di Jacques Mauclair, Alliance française theater (1963)
- Le Goûter des Generales di Boris Vian, regia di François Maistre, Théâtre de la Gaîté-Montparnasse (1965)
- La Celestina di Fernando de Rojas, regia di Roger Kahane, Théâtre du Vieux-Colombier (1967)
- Les Hussards di Pierre-Aristide Bréal, regia di Jacques Fabbri, Parigi (1968)
- Les Justes di Albert Camus, diretto da Jean Deschamps, Festival de la Cité, Carcassonne (1972)
- Les Justes di Albert Camus, diretto da Jean Deschamps, Théâtre de Nice (1973)
- La cantatrice calva di Eugène Ionesco, regia di Jacques Mauclair, Théâtre des Célestins (1976)
- La Créole obstiâtre di Jacques Mauclair, regia dell'autore, Théâtre du Marais (1976)
- Hold Up di Jean Stuart, adattamento e regia di Michel Vocoret, Théâtre Marigny (1980)
- Non farlo da solo, David Mathel di Serge Ganzl, diretto da Georges Vitaly, Théâtre du Lucernaire (1981)

## Filmografia

### Attore

#### Cinema
- Le Grand Pavois, regia di Jack Pinoteau (1953)
- I giganti (Gas-oil), regia di Gilles Grangier (1955)
- C'est arrivé à Aden..., regia di Michel Boisrond (1956)
- La Garçonne, regia di Jacqueline Audry (1957)
- The Little Prof, regia di Carlo Rim (1958)
- Montparnasse, regia di Jacques Becker (1958)
- Les Copains du dimanche, regia di Henri Aisner (1958)
- Les Amours de Paris, regia di Jacques Poitrenaud (1960)
- Week-end a Zuydcoote (Week-end à Zuydcoote), regia di Henri Verneuil (1964)
- Colpo grosso ma non troppo (Le Corniaud), regia di Gérard Oury (1964)
- Tretya molodost, regia di Jean Dréville e Isaak Menaker (1965)
- La nuit des adieux, regia di Jean Dréville (1965)
- Bourges operazione Gestapo (Le franciscain de Bourges), regia di Claude Autant-Lara (1968)
- Niente di grave, suo marito è incinto (L'événement le plus important depuis que l'homme a marché sur la lune), regia di Jacques Demy (1973)
- Comment passer son permis de conduire, regia di Roger Derouillat (1978)
- Il cappotto di Astrakan, regia di Marco Vicario (1979)
- Alors heureux?, regia di Claude Barrois (1979)
- Le Bar du téléphone, regia di Claude Barrois (1980)
- Madame Claude 2, regia di François Mimet (1981)
- Le sembra ragionevole? (Est-ce bien raisonnable?), regia di Georges Lautner (1981)
- Tête à claques, regia di Francis Perrin (1982)

#### Televisione
- Plaisir du théâtre - serie TV, 1 episodio (1957)
- En votre âme et conscience - serie TV, 1 episodio (1957)
- Flore et Blancheflore, regia di Jean Prat - film TV (1961)
- Rêves d'amour, regia di Abder Isker - film TV (1962)
- Le Chemin de Damascus, regia di Yves-André Hubert - film TV (1963)
- Janique Aimée - serie TV, 4 episodi (1963)
- Le Perroquet du fils Hoquet, regia di Pierre Prévert - film TV (1963)
- La caméra explore le temps - serie TV, episodi 1x33, 1x34 (1964)
- Tout ce que vous demanderez, regia di Jean-Paul Carrère - film TV (1964)
- Les cabinets particuliers, regia di Alain Boudet - film TV (1964)
- Thierry La Fronde - serie TV, 4 episodi (1964-1966)
- Les Compagnons de Jehu, regia di Michel Drach - film TV (1966)
- Vidocq - serie TV, episodi 1x02, 1x03 (1967)
- Le nez d'un notaire, regia di Pierre Bureau - film TV (1972)
- Drôle de graine, regia di Henri Jouf - film TV (1972)
- Eugène Sue, regia di Jacques Nahum - film TV (1974)
- Un chat sous l'évier - miniserie TV (1974)
- Messieurs les jurés - serie TV, 1 episodio (1976)
- Impressions d'Afrique, regia di Jean-Christophe Averty - film TV (1977)
- Cinéma 16 - serie TV, 1 episodio (1978)
- Point commun, regia di Olivier Descamps - film TV (1978)
- Histoires étranges, regia di Pierre Badel - miniserie TV, episodio 1x02 (1980)
- Au théâtre ce soir - serie TV, episodio 15x01 (1980)
- Le féminin pluriel, regia di Marcel Camus - film TV (1982)
- The Facts of Life Goes to Paris, regia di Asaad Kelada - film TV (1982)
- Les Hordes - serie TV, 4 episodi (1991)
- Imogène - serie TV, 1 episodio (1991)
- D'amour et d'aventure: Une Image de trop, regia di Jean-Claude Missiaen - film TV (1993)

### Doppiatore

#### Cinema
- Ned Beatty in:
  - Tutti gli uomini del presidente (1976): Martin Dardis
  - 1941 (1979): Ward Douglas
  - Giocattolo a ore (1982): Mr. Morehouse
  - A scuola con papà (1986): il rettore David Martin
- Stu Nahan in:
  - Rocky (1976): il cronista #2
  - Rocky 2 (1979): il cronista #2
  - Rocky 3 (1982): il cronista #2 nei due incontri Rocky Balboa vs Clubber Lang
- L.Q. Jones dans:
  - Impiccalo più alto (1968): Loomis
  - The Counterfeit Killer (1968): James Lacey, il portiere dell'hôtel
- Joe Spinell in:
  - Il Padrino 2 (1974): Willi Cicci
  - Taxi Driver (1976): reclutatore al servizio taxi
- Dom DeLuise in:
  - Il più grande amatore del mondo (1977): Adolf Zitz
  - Il più bel casino del Texas (1980): Melvin P. Thorpe
- James Belushi in:
  - Strade violente (1981): Barry
  - Jumpin' Jack Flash (1986): il tecnico/l'autista del Taxi / lo sbirro
- Danny Aiello in:
  - Bronx 41º distretto di polizia (1981): Morgan
  - Un detective... particolare (1989): Vincent Alcoa
- Paul L. Smith in:
  - Dune (1984): Glossu Rabban
  - I due criminali più pazzi del mondo (1985): Faron Crush
- George Dzundza in:
  - La miglior difesa è...la fuga (1984): Steve Loparino
  - Cacciatore bianco, cuore nero (1990): Paul Landers
- John Goodman in:
  - Arizona Junior (1987): Gale Snoats
  - Affittasi ladra (1987) : Detective Nyswander
- Ed O'Ross in:
  - Ancora 48 ore (1990): Franck Cruise
  - Dick Tracy (1990): Itchy
- 1942 : Casablanca secondo doppiaggio
- 1946 (doppiaggio 1980): Anime ferite : Lawson (Jack Lee)
- 1954 (doppiaggio 1985): L'assedio di fuoco: lo sceriffo aggiunto Tub Murphy (Wayne Morris)
- 1959: Il meraviglioso paese: Ludwig Chico Sterner (Max Slaten)
- 1959 (doppiaggio 1987): Darby O'Gill e il re dei folletti: Lord Fitzpatrick (Walter Fitzgerald) e Paddy (Farrell Pelly)
- 1960: La battaglia di Alamo: il capitano James Butler Jim Bonham (Patrick Wayne)
- 1962: Amante di guerra: Prien (Al Waxman)
- 1962: I figli del capitano Grant: il braccio destro di Ayrton (George Murcell)
- 1964: I predoni della steppa: il messaggero d'Alta Khan
- 1964: Les Premiers Hommes dans la Lune : il reporter di Express (Paul Carpenter)
- 1964: Banco à Bangkok pour OSS 117 : la spia con la fotocamera
- 1965: Per qualche dollaro in più : il proprietario dell'Hotel (Kurt Zips)
- 1966: La Poursuite impitoyable : Lem (Clifton James)
- 1966: MI5 demande protection : William, il barman (Michael Brennan)
- 1967: L'ora delle pistole : Texas Jack Vermillion (William Windom)
- 1967: O.K. Connery: Juan (Franco Giacobini)
- 1967: Da uomo a uomo : il vice-sceriffo di Lyndon City (Romano Puppo)
- 1967: Fantomas contro Scotland Yard : Squadra Ferro di Lancia, un uomo di mano di Fantômas
- 1968: Base aritca Zebra : il luogotenente Martin Mitgang (Lee Stanley)
- 1968: La brigata del diavolo : il soldato Omar Greco (Richard Jaeckel)
- 1968: Quel maledetto ispettore Novak : Martin Swan (Geoffrey Reed)
- 1968: Radiografia di un colpo d'oro : un uomo della pattuglia che insegue Vincenzo
- 1969: Il mucchio selvaggio : Crazy Lee (Bo Hopkins)
- 1970: M*A*S*H : il colonnello Merril (James B. Douglas)
- 1970: Uomini e cobra : Skinner (Bert Freed)
- 1970: Un uomo senza scampo : Hunnicutt (Charles Durning)
- 1970: Il re delle isole : lo schiavo hawaiano
- 1971: Uno spaccone chiamato Hark : Eli Jones (Merlin Olsen)
- 1971: Willy Wonka e la fabbrica di cioccolato : il giornalista di Sud-Ouest primo doppiaggio
- 1972: Joe Kidd : Lamarr Simms (Don Stroud)
- 1972: Non prendete quel metrò: Detective Sergent Rogers (Norman Rossington)
- 1972: Una ragione per vivere e una per morire : Maggiore Franck Ward (Telly Savalas)
- 1972: Il grande duello : un uomo del clan Saxon
- 1972: Provaci ancora Sam: Dick (Tony Roberts)
- 1973: La stangata : Riley (John Quade)
- 1973: Serpico : Don Rubello (Norman Ornellas)
- 1973: Un tocco di classe : Walter Menkes (Paul Sorvino)
- 1974: Il viaggio fantastico di Sinbad : Ahmed (Takis Emmanuel)
- 1974 (doppiaggio 1982): Non aprite quella porta : Franklin Hardesty (Paul A. Partain)
- 1974: Terremoto : Jody (Marjoe Gortner)
- 1974: Mezzogiorno e mezzo di fuoco : Howard Johnson (John Hillerman)
- 1974: Mussolini ultimo atto : un partigiano cambiato della guardia di Mussolini
- 1974: Quella sporca ultima meta : Caretaker (James Hampton)
- 1974: Il bianco, il giallo, il nero : il venditore della moto
- 1975: Anno 2000 - la corsa della morte : Nero (Martin Kove)
- 1975: Detective Harper: acqua alla gola : Pat Reavis (Andrew Robinson)
- 1975: Un genio, due compari, un pollo : lo scemo del villaggio (Gérard Boucaron)
- 1976: King Kong : Fred Wilson (Charles Grodin)
- 1976: Sherlock Holmes: soluzione settepercento : Sigmund Freud (Alan Arkin)
- 1976: Questa terra è la mia terra : Ozark Bule (Ronny Cox)
- 1976: La Battaglia di Midway : il soldato Dombrowski (Redmond Gleeson)
- 1976: Missouri : Hellsgate, l'allevatore (James Greene)
- 1976: Da mezzogiorno alle tre : Taylor (Larry French)
- 1976: Il prossimo uomo: Fouad (Charles Cioffi)
- 1976: Codice 3: emergenza assoluta : Moran (Severn Darden)
- 1976: Gator : Bama McCall (Jerry Reed)
- 1976: God Told Me To : Lieutenant Jordan
- 1976: Futureworld - 2000 anni nel futuro : John Turlow (Jim Antonio)
- 1977: Charleston : Joe Lo Monaco (James Coco)
- 1977: Il bandito e la "Madama": Big Enos (Pat McCormick)
- 1977: Rolling Thunder : Lopez (James Victor)
- 1977: MacArthur, il generale ribelle : il generale con gli occhiali nello studio del presidente Truman
- 1978: Grease : Doody (Barry Pearl)
- 1978: Superman : Warden (Roy Stevens) primo doppiaggio
- 1978: Magic : Todson (David Ogden Stiers)
- 1978: Vigilato speciale : il guardiano della prigione (Ronald L. Mellinger)
- 1978: Il grande attacco: l'assistente del corrispondente di guerra O'Hara (Patrick Reynolds)
- 1978: Gioco sleale : Stanley Tibbets (Dudley Moore)
- 1978 (doppiaggio 1983): Zombi : Wooley (James A. Baffico)
- 1978: Il cielo può attendere : un membro del consiglio di amministrazione e un giornalista
- 1978: Rapsodia per un killer : il prigioniero italiano (Tom Signorelli)
- 1978: Forza 10 da Navarone : Mag. Petrovitch (Alan Badel)
- 1978: Le 7 città di Atlantide : Jacko (Derry Power)
- 1978: L'amico sconosciuto : il fabbro(Guy Sanvido)
- Il vizietto (La Cage aux folles), regia di Édouard Molinaro (1978)
- 1978: Bactron 317 ou L'Espionne qui venait du show di Jean-Claude Strömme e Bruno Zincone: voce fuori campo del regista
- 1979: Apocalypse Now : Jay «Chef» Hicks (Frederic Forrest) primo doppiaggio
- 1979: Una strada, un amore : il secondo luogotenente Jerry Cimino (Richard Masur)
- 1979: Sindrome cinese : Ted Spindler (Wilford Brimley)
- 1979 (doppiaggio 1982): Mad Max : Crawford Nightrider Montizano (Vincent Gil)
- 1979: All That Jazz - Lo spettacolo comincia : Paul Dann (Anthony Holland)
- 1979: Rebus per un assassinio : Capitaine Heller 1 (Brad Dexter)
- 1979 Il pianeta ribelle : Smedley (John Ireland)
- 1979: Avventura araba : Khasim (Milo O'Shea)
- 1980: L'Impero colpisce ancora: il generale Maximilian Veers (Julian Glover)
- 1980: Attacco: piattaforma Jennifer : Robert King (David Hedison)
- 1980: Saranno famosi : Angelo Martelli (Eddie Barth)
- 1980: Brubaker : Dr Fenster (Noble Willingham)
- 1980: Gloria : l'autista dek Taxi nero che allontana Sill (Walter Dukes)
- 1980: Gente comune : Salan, l'insegnante di nuoto (M. Emmet Walsh)
- 1980: Mr. Patman : il conducente di autobus (John Wye)
- 1980: Atlantic City, U.S.A. : Alfie (Al Waxman)
- 1980: La formula : Herbert Glenn (Gerard Murphy)
- 1980: Herbie sbarca in Messico : il capitano Blythe (Harvey Korman)
- 1980: I mastini della guerra : Baker (Christopher Malcolm)
- 1981: Mad Max 2: Le Défi : il meccanico (Steve J. Spears)
- 1981: U-Boot 96 : Hinrich (Heinz Hoenig) primo doppiaggio
- 1981: Blow Out : Sam (Peter Boyden)
- 1981: Wolfen, la belva immortale : Chet
- 1981: Morti e sepolti : Ben (Macon McCalman)
- 1981: À l'est d'Eden : Charles Trask (Bruce Boxleitner)
- 1982: Rocky III : il cronista #1 dell'incontro Rocky Balboa vs Thunderlips (Dennis James)
- 1982: Rambo : Balford (Michael Talbott)
- 1982: Victor Victoria : il compagno di Guy Langois (Olivier Pierre)
- 1982: Banana Joe : l'ufficiale di polizia (Salvatore Basile)
- 1982: Sulle orme della Pantera Rosa : Taxi (William Hootkins)
- 1983: Tuono blu: il messicano
- 1983: Condannato a morte per mancanza di indizi : Detective James Wickman (John DiSanti)
- 1983: Una magnum per McQuade : Falcon (Daniel Frishman)
- 1983: Gorky Park : Andreev (Ian McDiarmid)
- 1984: Greystoke - La leggenda di Tarzan, il signore delle scimmie : il maggiore Jack Downing (Nigel Davenport)
- 1984: Body Double : Rubin (Dennis Franz)
- 1984: La corsa più pazza d'America n. 2 : Victor Prinzim / il capitano Chaos / don Canneloni (Dom DeLuise)
- 1984: Chattanooga Choo Choo : Bert Waters (George Kennedy)
- 1984: Splash - Una sirena a Manhattan : le Walter Kornbluth (Eugène Levy)
- 1985: Allan Quatermain e le miniere di re Salomone : Dogati (John Rhys-Davies)
- 1985: Una vacanza di troppo : Jack Chester (John Candy)
- 1985: Signori, il delitto è servito : Wadsworth (Tim Curry)
- 1986: Gli avventurieri della città perduta : Kader
- 1986: Overboard - Una coppia alla deriva : Wilbur Budd (Frank Buxton)
- 1986: The Last Frontier : Henry Dingwell (John Ewart)
- 1987: Angel Heart - Ascensore per l'inferno : il detective Stern (Eliott Keener)
- 1987: 007 - Zona pericolo: Brad Whitaker (Joe Don Baker)
- 1987: Over the Top : il cronista (Bob Beattie) et Tony (Tony Munafo)
- 1988: D.o.a. - Cadavere in arrivo : Detective Brockton (Jack Kehoe)
- 1988: La storia fantastica : Max le Miracle (Billy Crystal)
- 1989: Tango & Cash: Matt Sokowski (Phil Rubenstein)
- 1990: Ritorno al futuro - Parte III: il secondo uomo anziano del Saloon (Harry Carey Jr.)
- 1991: Cape Fear - Il promontorio della paura : Tom Broadbent (Fred Dalton Thompson)

#### Film d'animazione
- 1941: Dumbo : La cicogna
- 1972: Tintin e il lago degli squali
- 1974: Dunderklumpen : Dunderklumpen
- 1975: Rikki-Tikki-Tavi : Il papà di Teddy
- 1976: Il flauto dei sei puffi : Il mercante di musica
- 1979: Il barone di Munchausen
- 1980: Le chainon manquant : le gros con nº1
- 1982: Le avventure di Bandar : Professor Koudor / Pomrox
- 1982: Aladino e la lampada meravigliosa : Lo stregone
- 1984: Baby Puffo
- 1984: Ecco i Puffi
- 1986: Blue, il figlio della Terra : Surf
- 1987: le avventure del piccolo tostapane : La radio
- 1987: I Piccoli Puffi
- 1990: Zio Paperone alla ricerca della lampada perduta : Digione / Arsene
- 1995: Toy Story - Il mondo dei giocattoli: M. Potato

#### Televisione
- 1977: Le formiche: il capo dei pompieri (Brian Dennehy)
- 1978: The Star Wars Holiday Special - D-3BO (Anthony Daniels)
- 1978: Terrore nel cielo: Nick Willis (Dan Haggerty)
- 1980: More Wild Wild West: Albert Paradine II (Jonathan Winters)
- 1996: I viaggi di Gulliver : Rajah (Shashi Kapoor)
- George Dzundza in:
  - Starsky e Hutch (1975) : Crandell
  - Law & Order - I due volti della giustizia (1988-1991) : Sgt Maxwell Max Greevey
- Doctor Who - serie TV (1974 - 1981) - Quarto Dottore (Tom Baker)
- Starsky & Hutch - serie TV
  - Gros Rolly (Michael Lerner) (Diversi episodi della prima stagione)
  - Mr Moreno, the Janitor (Frank Lugo) (Stagione 2, episodio 22: "Giungla, hai detto giungla? small>)
- Il ricco e il povero (1976) - Brad Knight (Tim McIntire)
- 1976: Io Claudio imperatore : Nero (Christopher Biggins)
- 1979: Terrore a bordo : Georges Sauvinage (James Coco)
- 1981 - 1987: Dynasty : Matthew Blaisdel (Bo Hopkins)
- 1981-1987: Hill Street giorno e notte : Agente Andrew Andy (Charles Haid) prima voce
- 1983: Uccelli di rovo : Rainer Hartheim (Ken Howard)
- 1983: Zorro e figlio : Napa / Sonoma (Barney Martin)
- 1989: Il giro del mondo in 80 giorni : il controllore del treno transamericano (Henry Gibson)

#### Serie TV d'animazione
- Babar : Zéphyr
- Barnyard Commandos
- Candy : M. Mathieu / M. Brighton
- Capitan futuro : Kahlone seconda voce
- CLYDE : CLYDE
- Conan : Loup-Gris / Dregs / Epemitrius / Chan, le grand-père de Conan
- Teodoro e l'invenzione che non va : Sénéchal
- I Gobots : Scooter / le docteur Braxis
- Lupin III : Goemon / l'ispettore Zenigata / Kanzaï Kindani
- Ferdy : Fruidor prima voce / Arambula / Oscar seconda voce
- UFO Robot Goldrake : Rigel
- Ken il guerriero : Ryuga
- La furia di Hong Kong : il sergente
- Ai confini dell'universo : voce aggiunta
- Lucky Luke : il dottore Doxey
- Il segreto della spada : Skeletor / Lézor / Tibus
- Esteban e le misteriose città d'oro : Pedro
- I viaggi di Gulliver : Dottore Film
- L'uccellino azzurro : il narratore / il padre dei bambini / Anima di fuoco
- Pac-Man (1982) : Inky
- Les Poupies : Tommy / Dash
- Princess Knight: il fratello del re / Duraldine seconda voce
- Machine Robo: Revenge of Cronos : Vrille
- Ruy il piccolo Cid : fratello Barnudo
- Sally la maga : il nonno di Sally prima voce
- Samurai per una pizza : Guidon
- Scooby-Doo & Scrappy-Doo : Scrappy-doo seconda voce
- She-Ra, la principessa del potere : Sansor / Skeletor / Sérenia
- I Puffi: Puffo forzuto / Puffo pigro / Puffo vanitoso / Puffo sarto / Puffo curioso / Grossbouf / Hogatha
- Super Mario Bros : Luigi
- Transformers : Starscream / Grimlock / Rumble / Hound / Sideswipe / Sparkplug Witwicky
- Il volo dei draghi : Ommadon / le loup Araak / Gorbash
- Space Sheriff Gavan : il mago

## Programmi televisivi
- Quoi de neuf (1965)
- Bienvenue (1967)
- L'invité du dimanche (1969)
- Samedi et compagnie (1970)
- Histoire de s'amuser: Le train de Saint-Germain (1970)
- L'invité du dimanche (1970)
- Histoire de s'amuser (1970)
- Samedi soir (1971)
- Marcel Amont sur la 2 (1971)
- Noël à Paris (1972)
- Les humoristes: Cami (1972)
- Samedi pour vous (1972)
- Spécial cinéma comique: Buster Keaton (1972)
- Miroirs du temps présent: Opération cœur ou le roman photo (1974)
- Eh bien raconte/Alors raconte (1976-1978)

## Discografia

### Album in studio
- 1962 - Tchaikovsky - sa vie - sa musique (con Marguerite Perrin, Betty Becker, Georges Adet, Pierre Garin, Jacques Torrens, Jean Juillard, Jean-Pierre Gourmelen, Jean Berger, Pierre Constant e Henri Poirier)
- 1963 - La vie extraordinaire de Mozart: pour les enfants (con Marguerite Perrin, Betty Becker, Georges Adet, Pierre Garin, Jacques Torrens, Jean Juillard, Jean-Pierre Gourmelen, Jean Berger, Pierre Constant e Henri Poirier)
- 1966 - Le Goûter des généraux (con André Thorent, Odette Piquet, Raoul Billerey, François Maistre, Claude Evrard, Francis Lax, Paul Crauchet, Henriette Conte, Martin Trévières, Van Doude e François Robert)
- 1967 - Irma la Douce (con Colette Renard, Franck Fernandel, René Dupuy, Maurice Chevit, Jean Mauvais, François Moro-Giafferi, Franck Valmont, Alain Janey, Jacques Marchand, Michel Vocoret e Maurice Illouz)
- 1973 - Douchka (con Marcel Merkès, Paulette Merval, Lucette Raillat e Gérard Chapuis)
- 1979 - Goldorak comme au cinéma (con Daniel Gall, Pierre Guillermo, Marc De Georgi, Paule Emanuele, Marcelle Lajeunesse, Michel Gatineau, Jean-François Laley, Arlette Thomas, Jeanne Val)
- 1982 - Il était une fois... L'espace (Du côté d’Andromède) (con Jean-Pierre Savelli, Claire Montmory, Annie Balestra,José Luccioni, Roger Carel e Vincent Ropion)
- 1997 - Tartarin de Tarascon (con Pierre Maguelon, Armand Méfrère, Andrée Damant, Roger Crouzet)

### Singoli
- 1967 - L’alcool/Les robots/Le chanteur engagé (con Michel Muller)
- 1968 - Au creux de ton oreille/Madame Desnoix (con Michel Muller)
- 1979 - Hong Kong Fou Fou (con Michel Roux)